# Tinja (Bačko-kiškunska županija, Mađarska)
Tinja  (mađ. Öregtény) je selo u jugoistočnoj Mađarskoj. 

## Zemljopisni položaj
Rislak je sjevernoistočno, Gubelja je sjeverozapadno, Popovnjak i izdvojeni dijelovi Vusad su zapadno, jezero Szelid i naselje Szeliditopart su sjeverno, Szentkirály je sjeveroistočno, Jerka je sjeverozapadno, Duolnja Jerka je sjeveroistočno, Kmara je jugoistočno, Kalača jugozapadno.

## Upravna organizacija
Upravno pripada kalačkoj mikroregiji u Bačko-kiškunskoj županiji. Poštanski broj je 6336. Pripada naselju Kmari, a s njom su u Kmari još ova odvojena sela: Jerka (mađ. Felsőerek), Alsóerek (Duolnja Jerka), Gubelja (mađ. Gombolyag), Ovamna Tinja (mađ. Kistény) i još neka.

## Stanovništvo
U Tinji je prema popisu 2001. živilo 19 stanovnika.